# Spoil Engine
Spoil Engine is een Vlaamse metalband met Nederlandse zangeres en drummer. Hun muziekstijl wordt beschreven als melodieuze thrash metal, ook wel modern metal genoemd. Voornaamste inspiratiebron voor de band zijn 90's metalbands zoals Pantera, Machine Head, Slipknot alsook 'New Wave of American Heavy Metal' bands zoals Trivium, Killswitch Engage en Lamb of God. Spoil Engine behoort met zijn vernieuwende stijl en modern geluid tot de 'New Wave of Belgian Heavy Metal', de nieuwe lichting metal bands met professionele visie in België. De band gaf een eerste publiek optreden in 2005; mei 2009 werden ze getekend door Roadrunner Records.
De band werd eind 2004 opgericht met leden van Deformity (Steven 'gaze' Sanders) en Regression (Kristof Taveirne). In de eerste bezetting zong Manu Van Poeck maar hij werd, na audities, vervangen door de Nederlander Niek Tournois. Kort daarna werd een eerste 4-track demo uitgebracht. Deze 4-track, alsook een finaleplaats in de Aardschok Metal Bash, leverde de band een plaats op in het voorprogramma van Arch Enemy. De band werd hierbij door pers en labels opgemerkt wat uiteindelijk resulteerde op een plaats op Graspop 2007. Achteraf meldde de VRT: 'Belgische band Spoil Engine revelatie van het Graspop weekend'.
In 2007 tekende Spoil Engine bij Apache Productions en kwam het eerste full length album tot stand: 'Skinnerbox v.07'. Dit album werd opnieuw in de eigen Sweet&Sour studio opgenomen. Mix en master werden verzorgd door Jochem Jacobs. 'Skinnerbox v.07' werd de best verkochte metalplaat in België in de zomer van 2007. Het leverde de band vele shows op als support voor onder andere Sepultura, Volbeat, Prong en in het Benelux clubcircuit.
Een live set werd integraal uitgezonden op Studio Brussel.
Tijdens 2008 kwamen de eerste nieuwe nummers tot stand. Songwriter en leadgitarist Sanders legde de muzikale basis voor de nummers, samen met zanger Tournois en drummer Demey. De nadruk werd op de sound van de band en songwriting gelegd wat resulteerde in harde metalsongs die toegankelijker waren voor een breder publiek. Zowel de preproductie als finale opnames gebeurden in de 'Sweet&Sour' studio. Begin 2009 werd de nieuwe plaat gemixt door producer Ace Zec, de drummer van Customs. De finale mastering gebeurde bij Sterling Sound te New York, onder leiding van UE Nastasi, bekend om zijn werk bij Biohazard, Killswitch Engage en Darkest Hour.
Toen enkele opnames van de nieuwe plaat door platenlabel Apache Records aan Roadrunner Records werden doorgespeeld, was er interesse om de band te tekenen. Na een paar maand onderhandelen tekende Spoil Engine, als eerste Belgische band in meer dan 20 jaar, een contract met Roadrunner Records.
De nieuwe plaat 'Antimatter' verscheen eind augustus 2009; de eerste single 'Breathe' stond 5 weken in de Afrekening op Studio Brussel. 
Op Pukkelpop 2009 stelde de band de nieuwe plaat voor.
Begin november 2009 werd Spoil Engine uitgenodigd om in de uitverkochte arena van Vorst Nationaal het voorprogramma van Motörhead te verzorgen. Voorjaar 2010 werd de videoclip voor 'wake up call' verkocht aan de fans; de opbrengst ging integraal naar Haïti. Juni 2010 speelde Spoil Engine ook voor de 2de maal op Graspop.
Begin oktober 2010 verlieten gitarist Nick en drummer Steven, wegens gebrek aan tijd en motivatie, in vriendschap de band. Hun vervangers werden geselecteerd via audities.
De nieuwe line-up werd begin mei 2011 bekendgemaakt: de 19-jarige Nederlander Matthijs Quaars werd ingelijfd als drummer; de 28-jarige Vlaming Bart Vandeportaele als gitarist.
Medio 2011 zei Spoil Engine vaarwel aan het klassieke platenmodel en tekenden ze als eerste metalband bij Sonic Angel, een vernieuwend labelmodel waarbij fans aandeelhouder worden van de band. In 3 maanden tijd schreven 128 aandeelhouders zich in voor een totaalbedrag van vijftienduizend euro.
Het album 'The Art Of Imperfection' kwam op 5 oktober 2012 uit en bevat 13 nummers. Universal Music verdeelt het album. De platenhoes van 'The Art of Imperfection' bevat een kunstwerk van Panamarenko (Japanese Flying Pack III) en werd geïntegreerd door Stefann Heileman, bekend om z'n werk bij Kreator en Nightwish. Eind oktober 2012 stond het nieuwe album in de officiële UltraTop30 als hoogst genoteerde metalplaat. De single 'A world on the outside' stond 5 weken in de Afrekening, wat leidde tot een 2de verschijning op Pukkelpop.
Het 3de album leverde ook een 3de optreden op Graspop op, alsook een 2de Masters at Rock en 2de Suikerrock. Verder was de band in 2013 single support voor bands zoals Megadeth, Killswitch Engage, Fear Factory en Coal Chamber.
Eind juli 2014 kondigde zanger Niek zijn vertrek aan bij de band. Via audities werd Iris Goessens aangeduid als de nieuwe zangeres.
In december 2015 bracht de band de ep 'Stormsleeper' uit in eigen beheer. De ep werd gemixt en mastered door producer Fredrik Nordström in Studio Fredman te Zweden. Deze ep en de daaropvolgende optredens ontvingen talloze lovende reviews.
In mei 2016 tekende de band bij label Arising Empire, een onderdeel van Nuclear Blast. De band stond ook voor de 4de maal op Graspop.
In mei 2017 werd het full album "Stormsleeper" uitgebracht op Arising Empire & Nuclear Blast. Het album kwam binnen op #25 in de Belgische UltraTop en #15 in de Duitse rock/metal charts.
In de zomer van 2017 volgde een tour met Prong doorheen Duitsland, Ierland en het Verenigd Koninkrijk.
Voorjaar 2018 speelde de band een clubtour doorheen China en stonden ze als enige Europese act geprogrammeerd op het MIDI festival, het bekendste festival van Azië. Aansluitend werd een tour vervolledigd doorheen Frankrijk, Spanje, Italië en Zwitserland. De band werd ook bevestigd voor Zwarte Cross en Wacken Open Air 2018, het grootste metalfestival van Europa.
Eind 2018 won Spoil Engine als eerste metalband de Cultuurtrofee omwille van internationale verdiensten. Bart Vandeportaele verliet de band wegens het niet verder kunnen combineren van het tourleven met zijn job. Begin 2019 besloot de band om met 4 verder te gaan en werd het nieuwe album 'Renaissance Noire' geschreven. Het album werd in mei opgenomen bij producer Henrik Udd te Zweden. 
In november 2019 verscheen het nieuwe album "Renaissance Noire", met onder andere een gastbijdrage van Jeff Walker (Carcass). De band verscheen op de cover van Aardschok en Rock Tribune en werd tot nummer 1 Benelux metal band verkozen door de Rock Tribune lezers. In januari 2020 werd de band uitgenodigd voor de 10de editie van de '70000 Tons Of Metal' cruise in de Caraïben. 
In juni 2024 werd Spoil Engine voor de 5de maal uitgenodigd op Graspop, ditmaal mainstage, om de 20ste verjaardag van de band te vieren. Oudgedienden Niek Tournois, Steven Demey en Nick Vandenberghe vervoegden bandleden Steven 'gaze' Sanders en Davy 'loco' Vanlokeren voor deze unieke line-up.

## Bandleden
- Steven 'gaze' Sanders - gitaar
- Dave De Loco - basgitaar

## Ex-bandleden
- Niek Tournois - zang
- Nick Vandenberghe - gitaar
- Steven Demey - drums
- Kristof Taveirne - bass
- Bart Vandeportaele - gitaar
- Matthijs Quaars - drums
- Iris Goessens - zang

## Discografie
- The fragile light before ignition (demo, 2006, eigen beheer)
- Skinnerbox v.07 (album, 2007, Apache Productions)
- Antimatter (album, 2009, Roadrunner Records)
- The Art Of Imperfection (album, 2012, SonicAngel/Universal)
- Stormsleeper (EP, 2015, eigen beheer)
- Stormsleeper (album, 2017, Arising Empire/Nuclear Blast)
- Renaissance noire (album, 2019, Arising Empire/Nuclear Blast)